# Антропогонические мифы

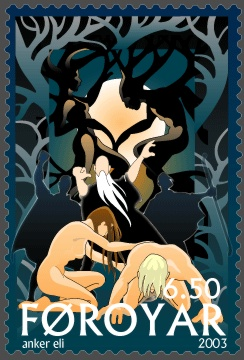
Аск и Эмбла, первые люди в скандинавской мифологии, на почтовой марке Фарерских островов

Антропогони́ческие мифы (от др.-греч. ἄνθρωπος «человек» + γονή «рождение») — мифы о происхождении, в том числе сотворении, человека (первочеловека), первой человеческой пары или племенных первопредков, поскольку племя в мифах часто отождествляется с «настоящими людьми», с человечеством. Составная часть космогонических мифов. Фольклорно-мифологические представления о происхождении людей чрезвычайно разнообразны.
Возникновение (сотворение) человека происходит в мифическое время, особый начальный сакральный период, предшествующий эмпирическому (историческому) «профанному» времени.
Происхождение человека может объясняться как трансформация тотемных животных, отделение от других существ, усовершенствование (самопроизвольное или силами богов) неких несовершенных существ, «доделывание», биологическое порождение богами или изготовление божественными демиургами из земли, глины, дерева и т. п., перемещение неких существ из нижнего мира на поверхность земли. Первый человек в ряде мифов трактуется как первый смертный, ибо уже существовавшие ранее боги или духи были бессмертны. Происхождение женщин иногда может описываться иначе, чем мужчин (из другого материала и т. п.).

## Вариации
Не всегда ясно различается происхождение всего человеческого рода и отдельного народа, первого человека или первой пары людей и каждого отдельного человека, с чем во многих традициях связано тождество наименования племени и слова «человек» (айны, кеты и др.). Некоторые мифы отождествляют появление человека в прошлом, в мифическое время и рождение каждого конкретного человека, которое объясняется из его мифологического прообраза. В других случаях миф различает создание (сотворение) человека и его души (душ), которая считается отдельной его частью или множеством частей), обладающей собственной судьбой. В некоторых мифах повествуется о происхождении отдельных человеческих органов, сердца, глаз и др. Согласно многим мифам, изначально все предметы во вселенной обладали антропоморфным обликом — все существа, животные, явления (солнце, луна, звёзды), место обитания племени и вселенная в целом, которая нередко может описываться как произошедшая из частей тела «первочеловека». В связи с этим возникновение человека подаётся не столько как создание, сколько как выделение из числа других человекоподобных существ, которые, напротив, с течением времени теряют человеческий облик.
Во многих мифах создание человека представлено в качестве отделения людей друг от друга, которые первоначально как бы срослись в единое целое, и проведения границ между частями племени. Согласно мифам австралийского племени аранда, людей создали два существа Унгамбикулы («самосуществующие»; согласно другому варианту мифа — птица-мухоловка), которые с помощью каменного ножа разделили сросшиеся вместе сгустки-комки («сросшихся друг с другом людей»). Эти комки остались на дне высохшего первобытного океана и выглядели как бесформенные шары, в которых можно было лишь угадывать зачатки частей человеческого тела. Затем Унгамбикулы (вариант — птица-мухоловка) каменным ножом отделили части тела каждого человека и, наконец, разделили людей на фратрии.
Творцами людей могут выступать боги, демиурги и культурные герои, которые используют для этой цели самые разнообразные материалы: костяк животных (некоторые мифы североамериканских индейцев алгонкинской языковой группы рассказывают о демиурге Манабуше, создающим человека из скелета зверей, рыб, птиц), орехи (меланезийский миф повествует о создании людей из кокосовых орехов, миф перуанских индейцев — из орехов пальмового дерева и др.), дерево (западносибирские кетские, ряд североамериканских индейских, а также океанийские мифы).
В антропогоническом мифе кетов человек, сделанный из палки оживляется, в результате того, что его качают в люльке — проводят обряд возрождения к жизни. Распространённым мотивом является незавершённость первых людей и «доделывании» их богами. В скандинавской мифологии Один и другие асы оживили древесные прообразы людей (Аск и Эмбля), «доделав» их. Частым мотивом является создание людей из глины или земли. В мифе ирокезов Иоскеха слепил первых людей из глины согласно его отражению в воде. Известен мотив создания «неудачных» людей. В мифе индейцев кауилла демиург Мукат вынул из своего сердца чёрную землю и создал тела людей из чёрной грязи, а Темайауит, который вынул из своего сердца белую землю, неудачно создаёт из белой грязи людей с животами спереди и сзади, с глазами на обеих сторонах головы. Мукат стал доказать тому неудачность его творений, тогда Темайауит рассердился и ушёл вместе со своими людьми в подземный мир, попытавшись при этом утащить с собой всю землю. Согласно одному из вариантов шумерского антропогонического мифа, Энки и Нинмах вначале вылепили из глины подземного мирового океана людей, которые получились «удачными», а затем, захмелели и создали уродов. В аккадском варианте антропогонического мифа Мардук совместно с Эйя сделал людей из глины, которая была смешана с кровью убитого им чудовища Кингу. В египетском мифе бог-творец Хнум слепил людей на гончарном круге. В греческой мифологии Прометей сделал их из глины. В алтайской мифологии Ульгем создал первых семь человек из глины и камыша. Верховное божество догонской мифологии Амма создал первую человеческую пару из сырой глины. Этот мотив присутствует также в Полинезии. По Библии, Бог сотворил первого человека Адама «из праха земного» и «дыхания жизни». Мифы о создании человека из земли в семитской и в индоевропейской мифологиях отражён в эпитете человека — «земной» (например, связанными являются латинские слова homo — человек и humus — земля). Реже в качестве «материала» для создания людей выступают нерасчленённые существа, например, в мифах австралийских аранда и в западносуданских мифах, согласно которым люди происходят от двуполых существ.
Нередко встречается мотив, имеющий параллель в детской психологии, создания вначале мужчин, а затем женщин. Иногда говорится о возникновении женщин в результате того, что в мужчину был брошен кусок мяса, например, в мифе масаев или аборигенов одного из островов в Океании. Женщина часто создаётся из другого, нежели мужчина, материала, как у многих южноамериканских индейцев. Однако библейский сюжет о том, что Бог сотворил Еву из ребра Адама, предположительно, является результатом «литературного каламбура».
В ряде традиций, таких как индейские, африканские, океанийские, миф повествует о создании человека в несколько этапов, когда вначале возникли антропоморфные первопредки, которые уже затем породили людей. В представлениях индейцев сиу демиург Суссостинако использовал для двух первых женщин два узла паутины изначального мирового паука. Эти женщины породили других людей. Пара существ-первопредков часто описывается как состоящая из земли-матери или богини земли (в мифологии нганасанов на полуострове Таймыр и др.) и её божественного супруга и одновременно — из первых людей, которых родили эти боги. Многие мифологии, такие как индоиранская, славянская, нанайская и некоторые другие сибирские мифологии связывают первого человека с концом мифического времени, эпохи, в которую люди обладали бессмертием и не имели отличий от богов. Первым человеком чаще всего является первый смертный, смерть которого означает конец мифического довременного существования человечества. За первым смертным и другие люди начали умирать. Этот мотив отражён в мифах о нанайском Ходо, древнеиранском Йиме, который родственен древнеиндийскому Яме, согласно «Атхарваведе», умершему «как первый из смертных» и по этой причине ставшему богом мёртвых.
Смерть первого антропоморфного существа, первочеловека в различных мифологиях становится основой для создания вселенной. Так плоть убитого богами первопредка скандинавского антропоморфного великана Имира становится землёй, кости делаются горами, череп — небом, кровь — морем. Близкий мотив известен из иранских и ведийских текстов, в русской «Голубиной книге», в мифах догонов. Согласно этим традициям, каждая часть тела человека соответствует части внешнего мир — огромного организма, в котором скалы являются костями, почва — внутренностью желудка, красные глины — кровью. Многие другие традиции соответствия между частями тела и ландшафта отражают через одинаковые наименования. Догонская и древнеиндийская мифологии и обряды распространяют сходство представлений о частях тела человека на число членов первого человека. В мифологии догонов их 22. Пуруша имеет 21 член тела, что отражено в ведийском гимне, упоминающем о 21 полене, которое возжигалось в честь Пуруши.
Ряд антропогонических мифов имеют тотемический характер. По этим представлениям человек когда-то не имел различий с животными, например, был покрыт шерстью, как в мифах селькупов в Западной Сибири. В некоторых мифах отражено сходство людей и обезьян. Согласно мифологиям Тибета и южноафриканского племени хадзапи, человек произошёл от обезьяны. Согласно мифу бушменов, бабуины в прошлом были людьми, но герой Цагн обратил их в обезьян в наказание за убийство его сына. Согласно мифам африканских бамбути и эфе, шимпанзе являются древним народом, который ушёл в лес из-за того, что их обманывали пигмеи. Антропогонические мифы тотемического типа, как правило, повествуют о происхождении только одной группы людей, которая имеет в качестве зооморфного тотемного символа определённое животное. Однако в небольшом числе антропогонических мифов тотемического характера говорится о происхождении всех людей. Многие тотемические антропогонические мифы объединяют людей и животных как разные типы людей. Животные, которые почитаются в качестве тотемных классификационных символов определённых социальных подразделений, рассматриваются как люди, в том числе из других миров. Так, мифология нивхов описывает медведя как «горного человека», который принадлежат верхнему миру. В австралийской мифологии, у бурят и в традициях многих других народов Евразии известны мифы, согласно которым родоначальниками были птицы, такие как ворон и лебедь, а первые люди вышли из яйца. Близкими являются мифы, в которых фигурирует образ мирового яйца.
Отдельный тип составляют мифы, повествующие не о создании людей и не описывающие как они появились, а называющие способ, которым люди, существовавшие уже давно, вышли в земной мир. Миф североамериканских индейцев акома рассказывает о первых двух женщинах, узнавших во сне, что под землёй обитают люди. Эти женщины вырыли яму, освободив людей — дав им возможность перейти из подземного мира в земной. В мифе индейцев зуни повествуется о Возлюбленных близнецах, вырывших ход в самую нижнюю из четырёх пещер нижнего мира. Там жили люди, которых близнецы в течение времени вывели через три другие пещеры. Один из шумерских мифов рассказывает, что в ранее время люди росли, как трава, под землёй. Бог Энки с помощью мотыги сделал дыру в земле, через которую они и вышли наверх. В африканских мифологиях распространёнными являются варианты, в которых первые люди выходят из скалы, из земли, из ямы в земле, иногда из термитника, по которому следовало ударить. В мифах особой группы говорится, что человек произошёл из дерева, чаще всего из мирового дерева. Согласно мифу африканского народа гереро, первые люди, ставшие родоначальницами двух фратрий этого народа, выходят из дерева Омумборомбонга, которое описывается как мать и отец. Мифы ряда других африканских народов рассказывают о выходе первых людей из расщеплённого дерева или тростника. В традиции селькупов в Западной Сибири считается, что человек появился из развилки берёзы, что отражено использовании этого дерева в обрядах. В мифологии нивхов в Приамурье и на Сахалине считается, что все нивхи произошли из лиственницы.
В создании людей могут применяться силы, такие как слово, например в мифологии догонов. Называние имён считается равносильным творению. Однако в общим в архаических мифах создание предметов, включая людей, через слово является редким и нехарактерным, но присутствует в более развитых мифологиях. Так, одно из древнеегипетских сказаний рассказывает, что мир, в том числе люди, возник по мысли Птаха, которую он выразил словом. Этот мотив присутствует в одном из библейских мифов.
Многие мифы различают две или более составных части человека, тело и душу, что порождает двойственную природу этих мифов. Западноафриканские народы йоруба верят в создание богом человека в виде земной и небесной половин. Перед входом в земную жизнь, земному человеку нужно заключить договор со его небесным двойником, в котором говорится, на какое время он уходит с небес, какая работа будет им проделана, какое количество у него будет жён и детей. В некоторых мифах создание души человека происходит при участии небесных светил верхнего мира. Согласно селькупским мифам, человек рождается в женщине, если на последнюю падает луч утреннего солнца, который послала старуха-мать из верхнего мира. Для обозначения солнечного луча и человеческой души используется одно слово.

## Развитие
Фольклорно-мифологическое творчество древних людей сохранилось в дошедших до нас и записанных этнографами и фольклористами рассказах, а также в письменных источниках, в том числе в древшейших. Наиболее старые записи мифов имеются в шумерских и древнеегипетских текстах. Кроме того, сравнительный анализ мифов разных народов, сопоставленный с данными палеогенетики и археологии о путях и времени миграции древних людей, позволяет выявить возраст и содержание мифов дописьменного периода. По этим данным можно определить возраст мифов до 50 тысяч лет (больший возраст ни доказать, ни опровергнуть невозможно).
Наиболее древние, чаще всего встречающиеся, мифические сюжеты рассказывают о происхождении смерти. Немногим более поздние (встречаются на тех же территориях, но реже) гласят о возрождении людей после смерти.
Сюжеты, в которых люди вышли из-под земли, и часть сюжетов, в которых люди спустились с неба, датируются возрастом более 50 тыс. лет.
Мифы возрастом 15—20 тыс. лет, максимум 30 тыс. лет — «Люди из капель крови», «Люди как потомки собаки», «Люди из зерен», «Люди созданы из сошедших с кожи персонажа чешуек или грязи».
Наиболее поздние из древних сюжетов — региональные: «Люди из кусочков», «Люди — потомки свиньи», «Женщины из кокосов» и другие.
Миф о сотворении человека божеством сформировался значительно позже начала миграции людей из Африки 50 тыс. лет назад, скорее всего в эпоху бронзы. В представлениях земледельцев и скотоводов присутствует очень большое существо, которое, целенаправленно или случайно создало людей. Так, в древнекитайском мифе Солнце, Луна, звёзды, ветер, почва, горы, реки, дороги, дождь и прочее появились после смерти Паньгу из частей его тела, а люди возникли из вшей, живших на его теле.

## Средневековье и Новое время

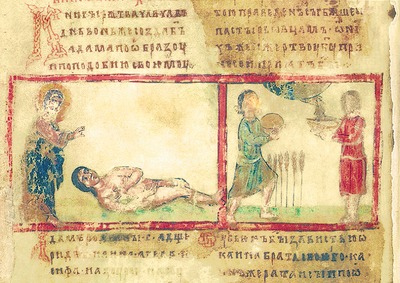
Сотворение Адама. Каин и Авель. Миниатюра из Тверского списка Хроники Георгия Амартола, первая половина XIV века

Европейская культура Средневековья и эпохи Возрождения продолжила традицию, восходящую к представлениям о «первочеловеке» и создании всего мира из частей тела последнего. Близким образным пониманием «гротескного тела» (согласно М. М. Бахтину) в качестве модели макрокосма пронизана народная карнавальная культура. В поздний период эти представления были отражены в творчестве писателей, которые, как Франсуа Рабле и Николай Гоголь, использовали образы этой культуры. Длительное время сохраняются мифологические представления, не отделяющие человека от других существ, в первую очередь мифологических, которые осмысляются по образцу человека. Повторением аналогичного «очеловечивания» представлений о чуждой среде являются современные образы гипотетических человекоподобных представителей внеземного разума и внеземных цивилизаций, существующие в дискуссиях и фантастических произведениях.

## Значение
Ряд мифов, связанных с ассоциациями по сходству человека и животных, включая обезьян, имеют значение как ранние преднаучные взгляды. Для объяснения происхождения человека могла использоваться классификация живых существ по внешним признакам. Позднее подобный метод стал основой эволюционных гипотез.